# Martinus J. G. Veltman
Martinus J.G. Veltman (Waalwijk, 27 de junio de 1931-Bilthoven, 4 de enero de 2021) fue un catedrático, físico y profesor universitario neerlandés, ganador del Premio Nobel de Física en 1999 "por aclarar la estructura cuántica de la interacción electrodébil", trabajo realizado en la Universidad de Utrecht (Países Bajos).

## Honores
- asteroide 9492 Veltman es nombrado en su honor.[2]

## Algunas publicaciones
- Facts and Mysteries in Elementary Particle Physics. World Scientific 2003, ISBN 9812381481
- Diagrammatica. The path to Feynman rules, Cambridge University Press 1995
- mit Gerardus t´Hooft Diagrammar, CERN Preprint 1973, Online